# Rajmund z Peňafortu
Svatý Rajmund z Peñafortu (španělsky Raimundo de Peñafort, 1175? ve Villafranca de Panadés, Španělsko – 6. ledna 1275 v Barceloně), dominikán a světec katolické církve. Stal se generálním představeným dominikánů. Byl zpovědníkem papeže Řehoře IX. a krále Jakuba I. Aragonského.

## Život
Rajmund se narodil v zámožné šlechtické rodině pánů z Peñafortu, příbuzensky spjaté s královskou rodinou aragonskou. To mu zajišťovalo dobré politické vyhlídky a k tomu získal vynikající vzdělaní.

### Studie
V Barceloně vystudoval filozofii, práva pak v Bologni a získal akademický titul
profesora kanonického práva. Své studium zde ukončil roku 1210. Ale v Bologni zůstal
a tři roky zde vyučoval kanonické právo. Publikoval také pojednání o církevním zákoně, které je do teď uloženo ve Vatikánské apoštolské knihovně. Byl dobrý právník a obhajoval chudé lidi před soudem.

### Kanovník a mnich
Ovšem biskup z Barcelony přesvědčil Rajmunda k návratu do rodného města, kde se stal kanovníkem katedrální kapituly. Hrál také důležitou roli při zakládání řádu Mercedářů. Podněcoval a pomáhal Petrovi Nolaskovi při získávání povolení založení řádu u Jakuba I. Aragonského. Kázání blahoslaveného Reginalda se rozhodl vstoupit do řádu Dominikánů. A po vybudování prvního dominkánského kláštera v Barceloně tak opravdu učinil. Byl přijat roku 1222 na Velký pátek. Stal se věhlasným kazatelem a zpovědníkem.

### Zakázka pro papeže
Když se o něm dozvěděl papež Řehoř IX., pozval ho do Říma a učinil z něj svého zpovědníka a kaplana. Tuto práci konal Rajmund svědomitě. Jednou zahlédl jak chudí odcházejí z papežova domu z nepořízenou. Pokáral papeže a udělil mu pokání aby se o chudé lépe staral. Papež se nerozčílil a začal dohlížet na to, aby o chudé bylo postaráno. Papež mu také dal za úkol vypracovat sbírku tzv. decretáliií - papežských ustanovení, obsahující různé kanonické předpisy. Splnění tohoto úkolu trvalo Rajmondovi 5 let.

### Zpovědník králů

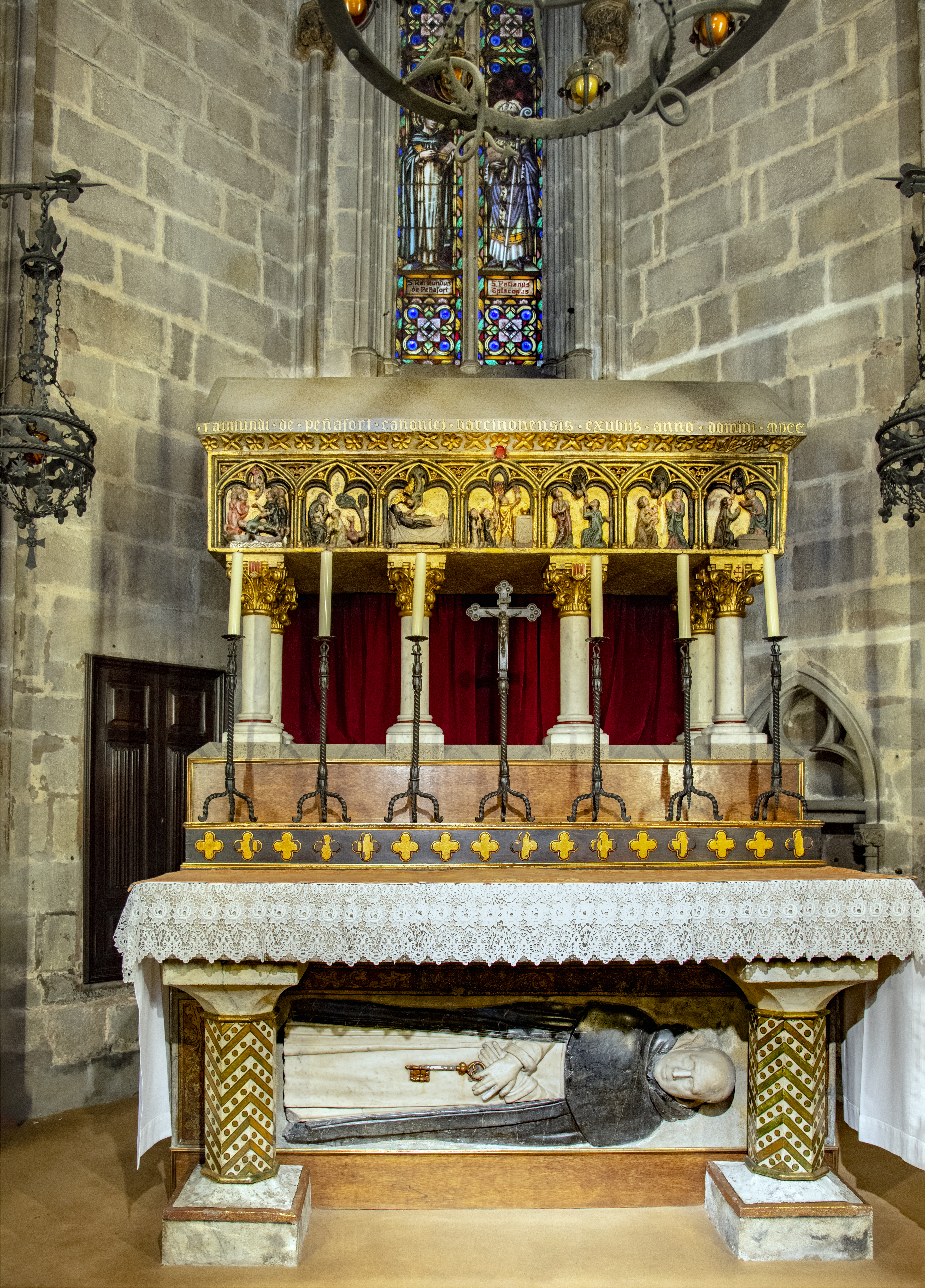
Hrobka Svatého Rajmunda (barcelonská katedrála)

Rajmund byl také zpovědníkem aragonského krále Jakuba I. Aragonského. Jednou doprovázel krále na ostrov Mallorcu. Král potají vzal na loď i osobu se kterou žil v hříšném poměru. I přesto, že Rajmundovi slíbil, že to neudělá. Jakmile se to Rajmund dozvěděl, řekl mu, že pokud král tuto osobu neopustí, odpluje hned zpátky do Barcelony. Král se rozhněval a rozkázal ať nikdo nepřeváží Rajmunda zpátky do Španělska. Když se to Rajmund dozvěděl, rozestřel podle legendy svůj plášť na moře a za 6 hodin doplul do Španělska.
Řeholní bratři Rajmonda roku 1238 zvolili generálním představeným řádu, přesto zůstal pokorný. Řádové vizitace v blízkosti Barcelony prováděl vždy pěšky. Dva roky po zvolení svolal generální kapitulu do Bologni a složil svůj úřad, aby se stal znovu prostým řeholníkem v barcelonském klášteře.

### Misionář
Tehdy mu už bylo 70 let. Přesto nezůstal nečinný. Svých znalostí využíval k obracení židů a muslimů na křesťanskou víru. Založil školy pro misionáře. Jednu v Murcii, kde se vyučovala hebrejština, druhou v Tunisu, kde se misionáři učili arabsky. Tyto znalosti byly pro misionáře v té době velmi důležité. Na jeho naléhání napsal tehdy mladý Tomáš Akvinský své dílo Summa contra Gentiles.
Raimund zemřel 6. ledna 1275 v Barceloně. Dožil se tedy téměř sta let (rok narození není znám přesně). 28. dubna 1601 byl svatořečen papežem Klementem VIII. Jeho svátek se dle českého liturgického kalendáře slaví 7. ledna. Je patronem kanovníků, Barcelony a církevního práva.

## Znázorňování

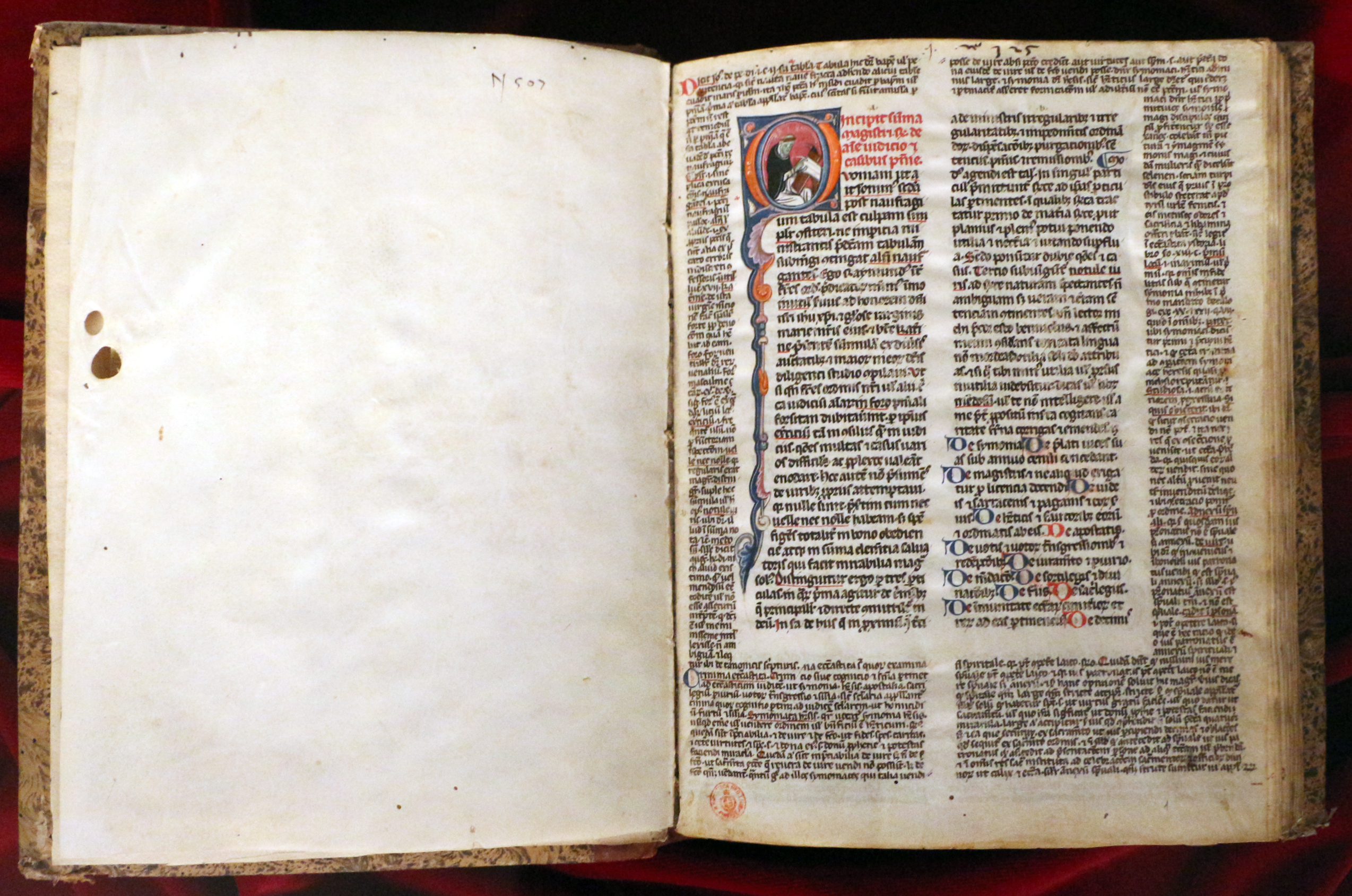
Summa de Casibus Poenitentiae, 1280-90 circa, Biblioteca Medicea Laurenziana, Florence

Zobrazuje se v dominikánském hábitu jak jede na moři. Jeho plášť mu slouží jako plachta i na něm klouže po vodě. Je tak vyobrazen v kostele svatého Dominika v Bologni na obraze od Ludvíka Caracciho - Zázračná cesta po moři (z roku 1610). K raným zobrazení patří freska Tomáše de Modena v dominikánském klášteře v Trevisu.